# 마르크 존슨

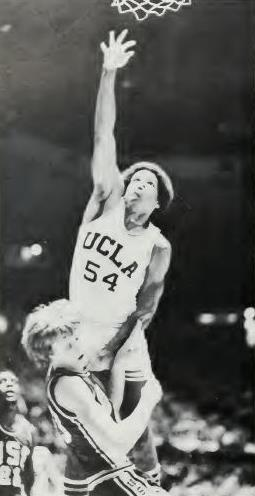

마르크 존슨(Marques Johnson, 1956년 2월 8일 ~ )은 미국의 농구 선수, 배우이다.

## 영화
- 선셋 스트립 (2000년)
- 다크 시티 (1998년)
- 파리가 당신을 부를 때 (1995년)
- NBA 챔프 (1994년)
- 스피치리스 (1994년)
- 덩크슛 (1992년)